# Motor City
Motor City är en amerikansk thriller- och krminaldramafilm, som har en planerad premiär i augusti 2025 på Filmfestivalen i Venedig. Filmen är regisserad av Potsy Ponciroli efter ett manus skrivet av Chad St. John.

## Handling
I 1970-talets Detroit förälskar sig Miller i en lokal gangsters flickvän. Som hämnd iscensätter gangstern en fälla som skickar den oskyldige mannen i fängelse. Med livet förstört planerar Miller en hämndaktion mot mannen som tog ifrån honom hans älskade.

## Rollista (i urval)
- Alan Ritchson - John Miller
- Shailene Woodley
- Ben Foster
- Pablo Schreiber